# Förföljelse av kristna
Förföljelse av kristna avser diskriminering, våld eller förtryck mot kristna på grund av deras tro. Sådan förföljelse har förekommit genom historien och finns kvar i vissa delar av världen idag.

## Historisk bakgrund
Kristna har utsatts för förföljelse sedan religionens början. Under romarrikets tid straffades många kristna för att de vägrade att dyrka kejsaren och offra åt de hedniska romerska gudarna. En välkänd period är den under kejsar Nero, som anklagades för att ha låtit bränna Rom och skylla eldsvådan på de kristna (64 e.Kr.).

## Modern tid
Idag rapporteras förföljelse av kristna främst i länder där religiös extremism eller auktoritära regimer dominerar. Enligt Open Doors lever över 360 miljoner kristna i länder med hög förföljelse (2024). Särskilt drabbade är kristna i Nordkorea, Afghanistan och Somalia, där de riskerar fängelse eller död.
Vissa studier visar att kristna är den mest förföljda religiösa gruppen globalt. En rapport från Pew Research Center (2019) konstaterade att kristna utsattes för trakasserier i 145 länder.